# Región de Oromía

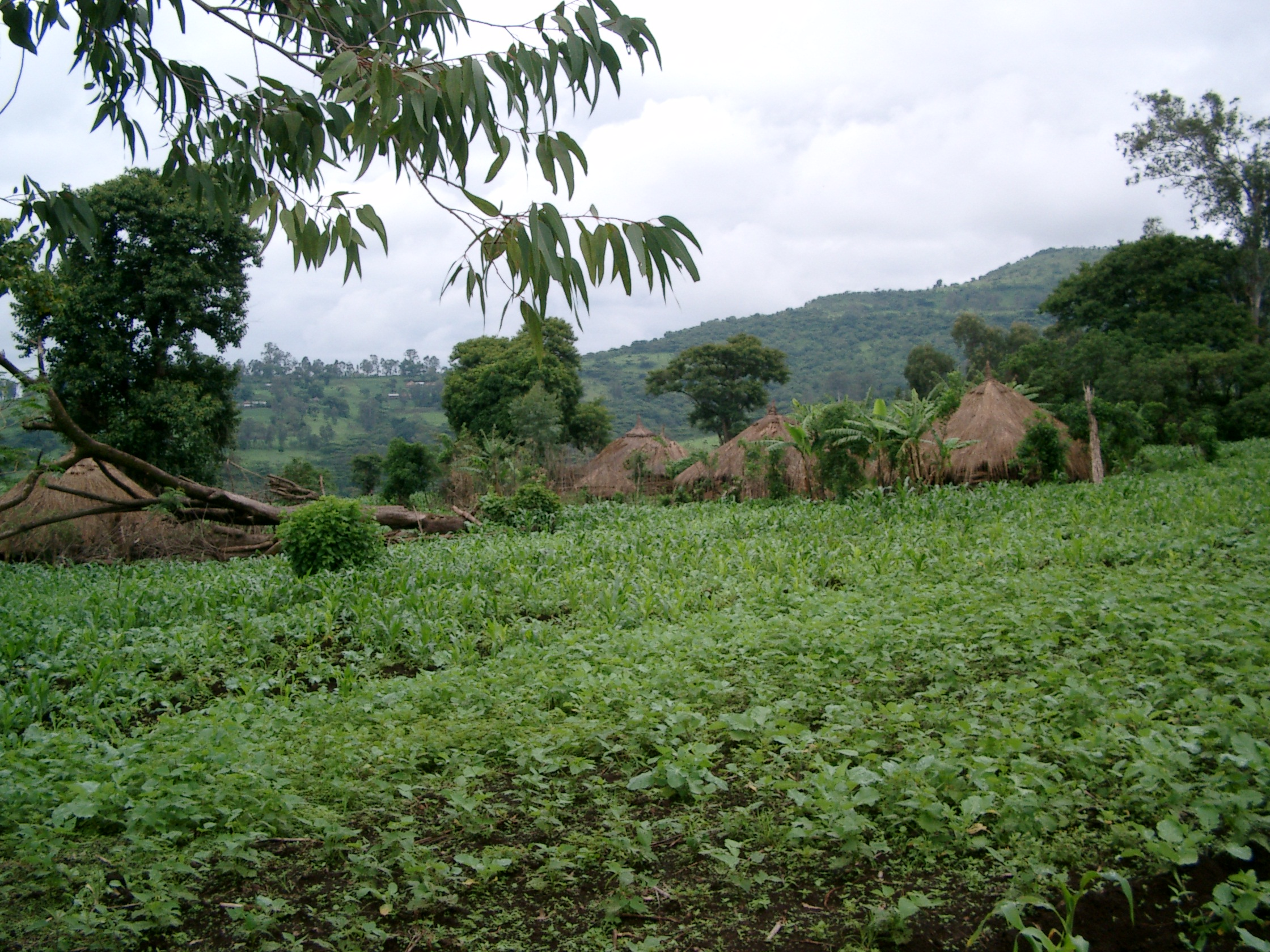
Aldea al este de Oromía, en la antigua Provincia de Walega.

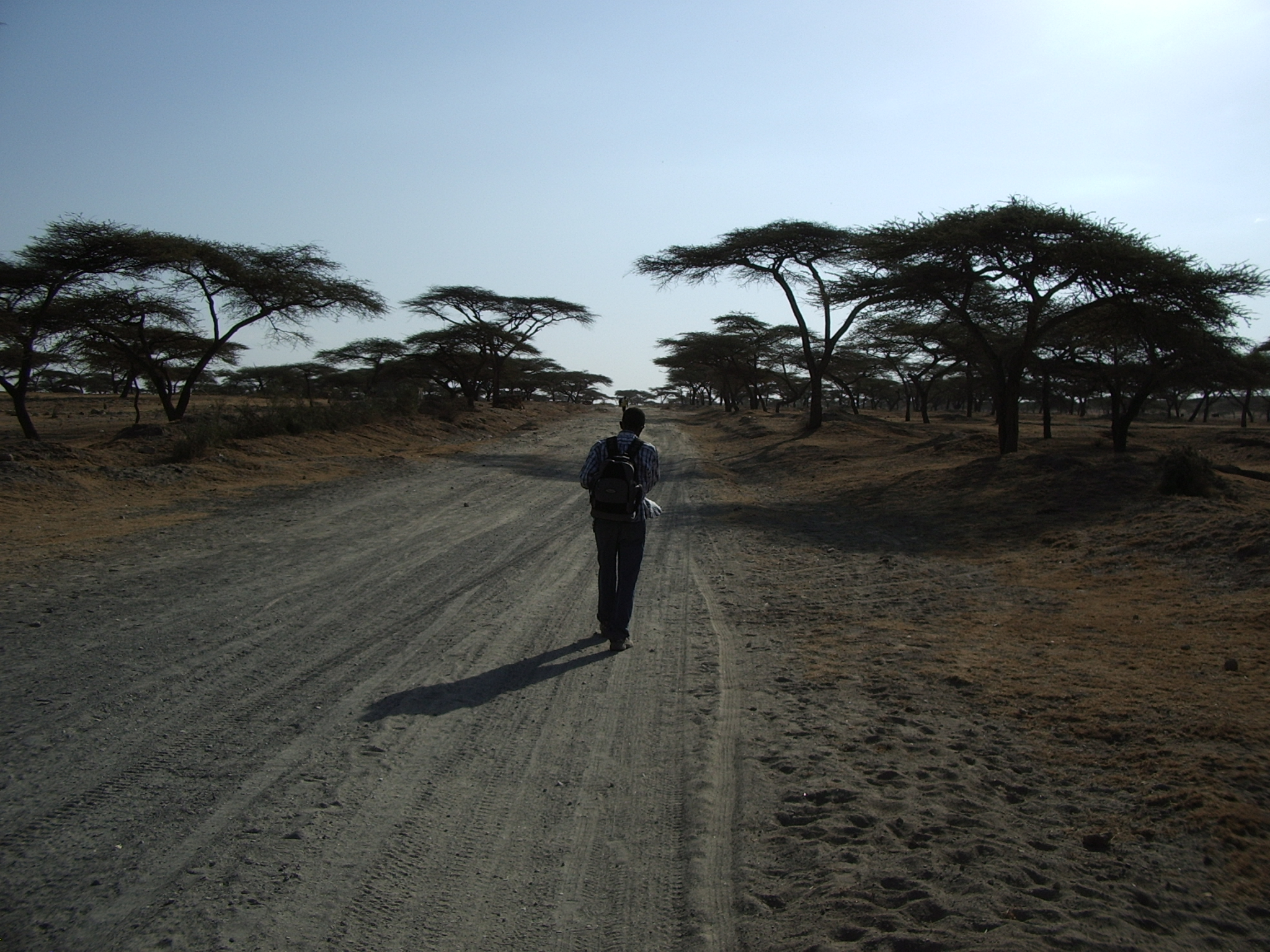
Estepa en las cercanías del Lago Langano.

Oromía (en oromo: Oromiyaa) es una de las diez divisiones étnicas o regiones (o Kililoch) de Etiopía. Con una superficie de 286 612 km² es la más grande del país. Cuenta con una población estimada de 35 millones de habitantes, constituyendo la región más poblada de Etiopía. Está poblado, mayoritariamente por la etnia oromo (antes llamada galla o gal'la ). Su capital es la ciudad de Adama.

## Historia

Bandera del Frente de Liberación de Oromía.

Oromía fue anexionada a finales del siglo XIX a Etiopía. En 1918, el príncipe oromo, Lij Yasu (Miguel), hijo del rey de Wolo (Oromía) Mohammed Ali, llegó al trono pero al ser derrocado por Haile Selassie el reino de Wolo se declaró independiente. En 1935, con la invasión italiana ad portas, los oromo reclamaron ser reconocidos como estado. En 1936, los oromo combatieron contra los italianos y cesaron su guerra contra Etiopía. En 1941 reclamaron de nuevo ser reconocidos como un Estado independiente. En el mismo año, Oromo reanudó su guerra contra Hailes Selassie, pero con ayuda de aviones británicos fueron derrotados enseguida.
En 1963 se inició la rebelión dirigida por Waqo Gutu (revuelta de Bale) que se extendió por las tres provincias oromas; la cual no fue controlada recién hasta 1972. En 1964 se creó una organización pan-oroma la Asociación MatchaTulama (1964-1967) dirigida por el general Tadesse Birru. En 1967, dicha organización fue prohibida. De los restos de esta organización y otros grupos nacionalistas surgió en 1973 el Frente de Liberación de Oromo (FLO). 
En 1975, el Dergue —el Gobierno militar marxista— prometió la autodeterminación a los distintos pueblos de Etiopía. Por un tiempo consiguió cierto apoyo, pero pronto se vio que se trataba de una dominación amhara. En la lucha contra la Junta militar participaron varios grupos nacionalistas y entre ellos el FPLT quien solicitó una acción común al FLO. Como este se negó el FPLT organizó un nuevo movimiento de liberación con los prisioneros de guerra de esta etnia: la Organización Democrática del Pueblo Oromo (ODPO) de tendencia marxista. Simultáneamente crearon también un grupo de oposición que en realidad pretendía representar a los Amhara: el Movimiento Revolucionario de Oficiales Democráticos Etíopes (MRODE). 
En 1981 un grupo del Partido Revolucionario del Pueblo Etíope (PRPE) se había rendido al FPLT y con ellos se organizó otra organización amhara: el Movimiento Democrático del Pueblo Etíope (MDPE). Con estos grupos se formó el Frente Democrático Revolucionario del Pueblo Etíope (FDRPE). En 1992 el FLO anunció que no participaría en las elecciones y que se retiraba del gobierno de transición del cual era uno de los tres fundadores. La Coalición Democrática de Pueblos del Sur de Etiopía (10 partidos) rechazó los resultados electorales que dieron la hegemonía al FPLT y sus organizaciones regionales satélites.

## Geografía
Oromía abarca unos 286.612 kilómetros cuadrados e incluye la antigua provincia de Arsi junto con partes de las antiguas provincias de Bale, Hararghe, Illubabor, Kaffa, Shewa y Sidamo. Los pueblos de la región incluyen Adama, Ambo, Asella, Badessa, Bale Robe, Bedele, Bishoftu, Begi, Bule Hora, Chiro, Dembidolo, Fiche, Gimbi, Goba, Haramaya, Jimma, Metu, Nekemte, Sebeta, Shashamane y Waliso, entre muchos otros.

### Subdivisiones Administrativas
La Región Oromía se encuentra dividida en 12 zonas administrativas, cada una de las cuales se subdivide en diversos woredas, o distritos. En total la región cuenta con 180 woredas.
- Zona Arsi (20 woredas):
- Zona Bale (17 woredas):
- Zona Borena (12 woredas):
- Zona Illubabor (12 woredas):
- Zona Yima (13 woredas):
- Zona Hararghe Occidental (10 woredas):
- Zona Hararghe Oriental (15 woredas):
- Zona Shewa Occidental (23 woredas):
- Zona Shewa Oriental (12 woredas):
- Zona Shewa del Norte (12 woredas):
- Zona Welega Occidental (17 woredas):
- Zona Welega Oriental (17 woredas):

### Demografía
Según a la información del censo de 2007 entregada por la Agencia Central de Estadística de Etiopía, Oromía tiene una población total de 27 158 471 habitantes, de los cuales 13 676 159 son hombres y 13 482 312 mujeres; la población urbana en tanto, alcanza los 3.370.040 de habitantes, o el 11,3% de la población. La región tiene una densidad de 76,93 personas por km². 
De acuerdo a las cifras censales, la región presenta 5.590.530 viviendas, siendo habitadas por un promedio de 4,8 personas (3,8 personas por vivienda urbana y 5,0 personas por vivienda rural). En cuanto a los grupos étnicos, se incluyen aquellos pertenecientes a la etnia Oromo (87,8%), etnia Amhara (7,22%), etnia Gurage (0,93% - incluyendo Sebat Bet Gurage, Soddo Gurage, y Silt'e); el restante 4% lo constituyen otros grupos étnicos. 
Del total de población, el 47,5% es musulmana; el 30,5% cristiana copta; el 17,7% protestantes; el 3,3% seguidores de religiones tradicionales; y el 1,1% restante lo constituyen otros grupos religiosos. En las zonas urbanas, los cristianos ortodoxos constituyen el 51,2% de la población, seguidos por los musulmanes con el 29,9%, 17,5% protestantes, y el 1,5% restante a otros grupos.

## Partidos políticos
El partido Organización Democrática del Pueblo Oromo (ODPO) y el Frente Unitario de Liberación de Oromo forman parte del gobierno del estado. En la resistencia destacan el Frente de Liberación de Oromía (OLF), el Islamic Front for the Liberation of Oromía (IFLO). En la opoaición se sitúan el Oromo People’s Liberation Organization (OPLO/IBSO) y el United Oromo People’s Liberation Front (UOPLF)
En 1992 el gobierno se propuso eliminar al OLF al que se consideraba poco activo. Pero en 1994 los incidentes empezaron a ser frecuentes. En 1995 la actividad se extendió a Bale, Hararge y Borana. La guerrilla en la zona se considera enquistada, pero carece de apoyo exterior suficiente. 
El Islamic Front for the Liberation of Oromia inició su actividad armada en 1994 pero desde 1995 no se mencionaron nuevos ataques. Está apoyado por Arabia Saudí. Un intento sudanés de reactivarlo más recientemente no tuvo continuidad.

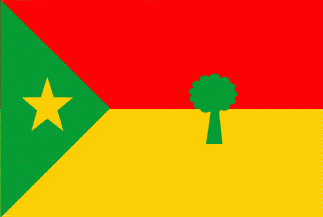
Bandera de la Organización Democrática del Pueblo Oromo.